# Pīr Māhī
Pīr Māhī (persiska: پير ماهی) är en ort i Iran.   Den ligger i provinsen Lorestan, i den västra delen av landet, 400 km sydväst om huvudstaden Teheran. Pīr Māhī ligger 1 641 meter över havet och antalet invånare är 112.
Terrängen runt Pīr Māhī är varierad. Pīr Māhī ligger nere i en dal. Runt Pīr Māhī är det ganska tätbefolkat, med 72 invånare per kvadratkilometer. Närmaste större samhälle är Tappeh Ganjī, 8,1 km sydost om Pīr Māhī. Omgivningarna runt Pīr Māhī är i huvudsak ett öppet busklandskap.